# 渡辺由己
渡辺 由己（わたなべ よしみ、1948年12月17日 - ）は、千葉県出身のプロゴルファー。

## 来歴
我孫子市立我孫子中学校卒業 。
15歳からゴルフを始め、1970年にプロ入りする。
1975年のアジアサーキット・インディアンオープンでは日本勢でミヤ・アエ（ ビルマ）、ベン・アルダ（ フィリピン）と並んで4位タイの岩下吉久に次ぎ、ハワード・トウィッティ（ アメリカ合衆国）らと並んでの9位タイに入った。
1975年の総武国際オープンでは2日目に沼澤聖一・尾崎将司・山本善隆、ビル・ダンク（ オーストラリア）と並んでの5位タイ、3日目には山本・杉本英世・アルダ、テッド・ボール（オーストラリア）と並んでの3位タイに着けた。
1976年のサントリーオープンでは初日を安田春雄・内田繁と共に5アンダー67をマークし、首位のグラハム・マーシュ（オーストラリア）と1打差の2位タイでスタートした。
1976年の日本プロでは初日を村上隆・大場勲・新井規矩雄・金本章生・村上渉・陳健振（中華民国）・原克己・大嶋正春・寺本一郎・吉武恵治・宮本省三・榎本七郎・菊地勝司と共に2アンダー68の8位タイでスタートした。
1976年の美津濃トーナメントでは2日目に69をマークし、草壁政治・浦西武光・内田繁に次ぐと同時に鈴木規夫・戸田雅吉を抑えての5位に入った。
1976年の関東プロでは最終日には69をマークして森憲二・尾崎将・上原宏一と並んでの9位タイに入り、1977年のブリヂストンオープンでは初日を鈴木・横島由一・山本善、アル・ガイバーガー（アメリカ）と並んでの8位タイでスタートした。
1978年の千葉県オープンでは初日に69をマークして首位の上原忠明と1打差2位でスタートし、最終日も上原に1打及ばず2位に終わった。
1980年のブリヂストンオープンでは初日をロン・ヒンクル（アメリカ）、羽川豊・尾崎直道・菊地勝司・安田・須貝昇・中嶋常幸・矢部昭・鷹巣南雄・島田幸作・中村通と並んでの6位タイでスタートし、2日目には安田・須貝と共に栗原徹、ビル・ロジャース&ラニー・ワドキンス（アメリカ）、高橋五月・金本章生・泉川ピートと並んでの10位タイに着け、最終日には石井秀夫・沼澤と並んでの9位タイに入った。
1981年のゴルフダイジェストトーナメントでは2日目に同日のベストスコア65をマークして中嶋と5打差の2位につけ、3日目には4バーディー、1ボギーの3アンダー69と追い上げて前日の5打差から2打差に迫る。最終日には中嶋と共にボギーが先行してスコアを崩し、3位に終わった。
1992年の茨城オープンで加藤仁・岩下・大井手哲・芹澤大介・森茂則に次ぐと同時に江本光・小泉清一・町野治・小溝高夫と並んでの6位タイに入り、同年のジーン・サラゼン ジュンクラシックを最後にレギュラーツアーから引退。
1999年にはTPCシニアで冨田三十士と並んでの8位タイ、2000年には北海道シニアオープンでは川俣茂と並んでの3位タイ、キャッスルヒルオープンでは金井清一・中山徹・長谷川勝治と並んでの6位タイ、日本プロシニアでは高橋勝成・田中文雄・海老原清治に次ぐ5位に入った。